# Tristan Marguet
Tristan Marguet (Monthey, 22 augustus 1987) is een Zwitsers profwielrenner. Marguet is hoofdzakelijk actief als baanwielrenner.

## Belangrijkste overwinningen

### Piste
| Jaar | ZK                                                           | EK      | WK | Overig                                        |
| ---- | ------------------------------------------------------------ | ------- | -- | --------------------------------------------- |
| 2005 | Puntenkoers                                                  |         |    |                                               |
| 2006 |                                                              |         |    |                                               |
| 2007 | Scratch · Ploegkoers                                         |         |    |                                               |
| 2008 | Scratch · Ploegenachtervolging                               |         |    |                                               |
| 2009 | Ploegkoers · Puntenkoers · Scratch                           |         |    | Zesdaagse van Tilburg                         |
| 2010 | Ploegsprint · Scratch · Ploegkoers                           |         |    |                                               |
| 2011 | Ploegsprint · Scratch · Ploegkoers · Omnium                  |         |    |                                               |
| 2012 | Puntenkoers · Ploegkoers · Ploegenachtervolging              |         |    | WB Glasgow: Scratch Zesdaagse van Fiorenzuola |
| 2013 | Omnium                                                       |         |    |                                               |
| 2014 | Scratch · Keirin · Sprint · Puntenkoers                      |         |    |                                               |
| 2015 | Keirin · Tijdrit · Afvalling                                 | Scratch |    |                                               |
| 2016 | Puntenkoers · Scratch                                        |         |    |                                               |
| 2017 | Omnium · Ploegkoers · Afvalling · Keirin · Scratch · Tijdrit |         |    |                                               |
| 2018 | Ploegkoers · Scratch                                         | Scratch |    | Vierdaagse van Genève                         |
| 2019 |                                                              |         |    | Europese Spelen: Ploegkoers                   |
| 2020 | afvalkoers                                                   |         |    | Driedaagse van Pordenone                      |

### Weg
2009
4e etappe Ronde van Berlijn (U23)
2018
2e etappe Ronde van de Zwarte Zee

## Ploegen
- 2011 –  Marco Polo Cycling Team (vanaf 01-08)
- 2015 –  Roth-Škoda
- 2016 –  Team Roth